# Bisoprolol
Bisoprolol (łac. bisoprololum) – kardioselektywny lek należący do grupy leków beta-adrenolitycznych, który jest pozbawiony wewnętrznej aktywności sympatykomimetycznej (ISA) i właściwości stabilizujących błonę komórkową. Wywiera działanie chronotropowo i inotropowo ujemne, z wydłużeniem czasu przewodzenia w węźle przedsionkowo-komorowym, przez zmniejszenie pojemności minutowej zmniejsza podwyższone ciśnienie tętnicze krwi.

## Wskazania
- nadciśnienie tętnicze
- choroba niedokrwienna serca
- niewydolność serca
- tachykardia zatokowa

## Przeciwwskazania
Przeciwwskazania do stosowania:
- wolna akcja serca (<50 uderzeń/min)
- wstrząs kardiogenny, niskie ciśnienie tętnicze
- świeży zawał mięśnia sercowego
- nieleczona cukrzyca
- blok przedsionkowo-komorowy II i III°
- uczulenie

Lek należy odstawiać stopniowo, szczególnie u chorych na chorobę niedokrwienną serca, ponieważ nagłe zaprzestanie jego stosowania może doprowadzić do zaostrzenia.

## Preparaty handlowe
Przykładowe preparaty handlowe: Antipres, Bibloc, Bilokord, Bisocard, Bisohexal, Bisoprolol, Bisopromerck, Bisoratio, Concor, Concor cor, Corectin, Coronal, Ripit, Sobycor.